# The Battery (2012)
The Battery is een Amerikaanse horrorfilm uit 2012 en het regiedebuut van Jeremy Gardner. De film heeft Gardner en producent Adam Cronheim in de hoofdrol als twee voormalige honkbalspelers die proberen te overleven in een zombie-apocalyps. De film ging in première op een horrorfilmfestival in Telluride in oktober 2012 en werd uitgebracht op video on demand op 4 juni 2013. Het heeft publieksprijzen gewonnen op verschillende internationale filmfestivals, waaronder het Imagine Film Festival in Amsterdam. De film kostte $ 6.000 om te maken en werd in 15 dagen opgenomen in Connecticut. De scènes waren niet van tevoren gepland en werden grotendeels geïmproviseerd. De film heeft een beoordeling van 80% op de website Rotten Tomatoes.